# Grotrian-Steinweg
Grotrian-Steinweg — німецький виробник фортепіано. Компанія базується в Брауншвейгу. Grotrian-Steinweg виготовляє концерні роялі та піаніно.

## Історія

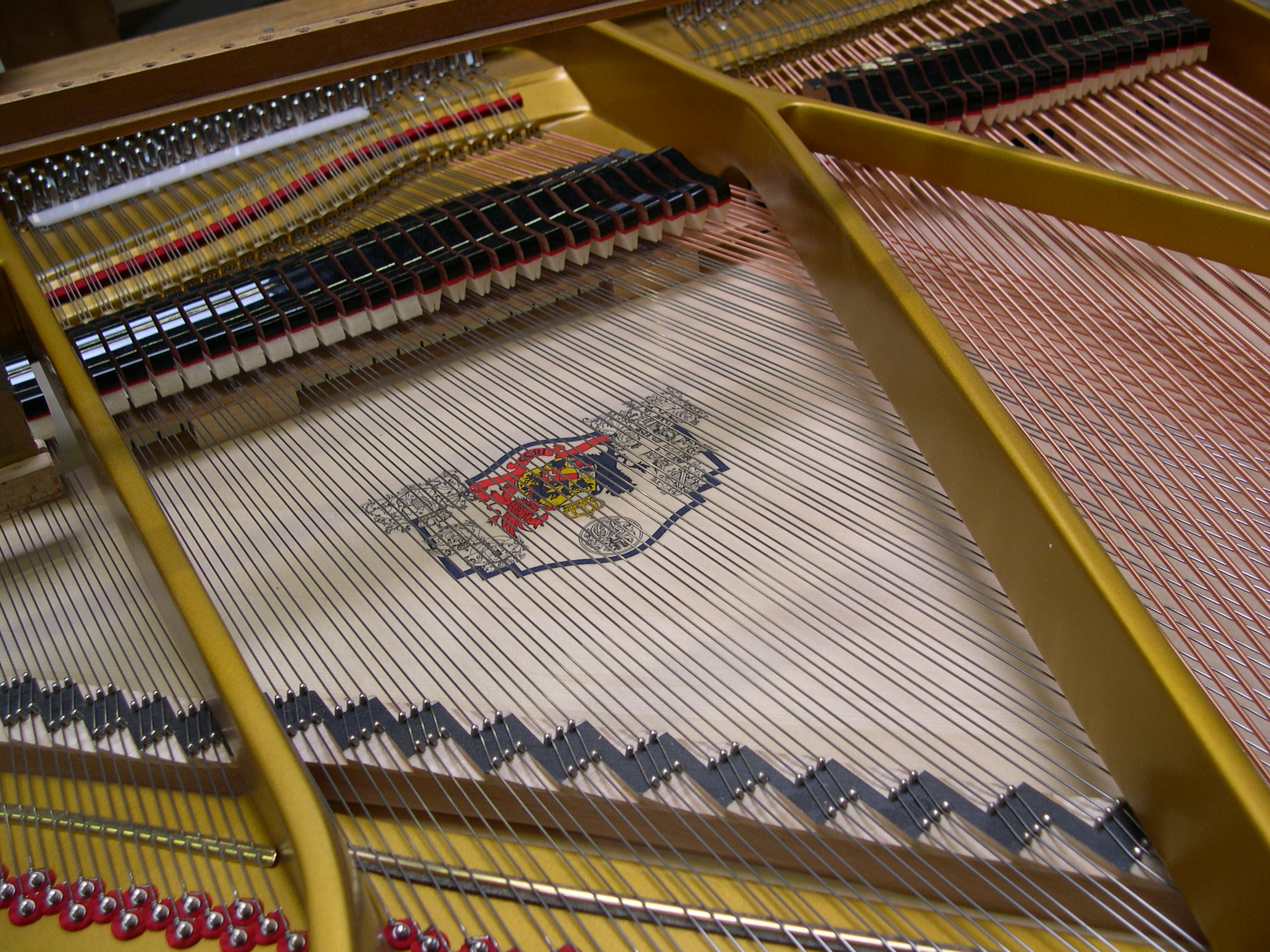
Внутрішній механізм рояля Grotrian-Steinweg

Історія Grotrian-Steinweg бере свій початок з 1835 року, коли Генріхом Енгельгардом Штайнвегом був побудований перший завод фортепіано Steinweg (пізніше відомий як Генрі Steinway — після його еміграції до США, де він заснував Steinway & Sons). У 1856 році Фрідріх Гротріан став партнером; у 1865 році його син Вільгельм Гротріан та двоє сподвижників придбали фабрику та право продавати свої фортепіано як наступники торгової марки Steinweg. Завдяки досвіду, що передавався членами родини Гротріан від покоління до покоління, компанія стала одним з найкращих виробників фортепіано в Німеччині. На піку популярності наприкінці 1920-х років у Grotrian-Steinweg працювало 1000 людей і виготовлялося 3000 фортепіано на рік.
Економічна депресія в 1930-х і війна в 1940-х призвели до занепаду Grotrian-Steinweg. Лише по закінченні війни сім'ї Ґротріан вдалося відбудувати фабрику та відновити роботу. У 1950-х роках компанія заснувала щорічний конкурс гри на фортепіано з метою виявлення молодих студентів-фортепіано.
Grotrian-Steinweg прагнув до експансії в США в середині 1960-х. Steinway & Sons подали позов до суду, щоб перешкодити їм використовувати ім'я Steinweg. Справа створила прецедент, що описується як "початкова плутанина інтересів": «Бренд Grotrian-Steinweg може змусити покупців фортепіано переплутати його бренд із брендом Steinway & Sons. Суд зобов'язав Grotrian-Steinweg припинити продаж фортепіано в США під назвою „Steinweg“». Згодом компанія сформувала суб'єкт господарювання під назвою Grotrian Piano Company для продажу фортепіано в Північній Америці.
У 1974 році сім'я Гротріан-Штайнвегів побудувала новий завод на північному заході Брауншвейга. Цей завод є поточним місцем виробництва Grotrian-Steinweg. У 1999 році Кнут Гротріан-Штейнвег відмовився від активного нагляду за компанією та передав повсякденний контроль у руки Буркхарда Штейна, промислового менеджера та майстра фортепіано. Станом на 2012 рік компанія Grotrian-Steinweg належить дочкам Ервіна Гротріана разом із Йобстом Гротріаном шостого покоління (1969 р.н.), сином Кнута, акціонером. Щорічно компанія випускає близько 500 піаніно шести розмірів та 100 роялів п'яти розмірів. Щороку випускається близько 20 концертних роялів — кожен вимагає 8 місяців виготовлення. У 2010 році компанія випустила спеціальну модель до 175-річного ювілею компанії, 45-дюймове піаніно Composé Exclusif накладом 50 екземплярів.
У 2015 році більшість акцій Grotrian-Steinweg придбала компанія Parsons Music Group, яка базується в Гонконгу. Сім'я Гротріан залишатиметься представленою в групі акціонерів.

## Поточні моделі ролів
| Модель | Довжина | Вага   |
| ------ | ------- | ------ |
| G-277  | 277 см  | 550 кг |
| G-225  | 225 см  | 400 кг |
| G-208  | 208 см  | 350 кг |
| G-192  | 192 см  | 320 кг |
| G-165  | 165 см  | 290 кг |

## Поточні моделі піаніно
| Модель | Висота | Вага   |
| ------ | ------ | ------ |
| G-132  | 132 см | 295 кг |
| G-124  | 124 см | 255 кг |
| G-118  | 118 см | 220 кг |
| G-114  | 114 см | 215 кг |
| G-113  | 113 см | 220 кг |